# Vastogirardi
Vastogirardi község (comune) Olaszország Molise régiójában, Isernia megyében.

## Fekvése
A megye részén északi fekszik, a Trigno folyó völgyében. Határai: Agnone, Capracotta, Carovilli, Castel di Sangro, Forlì del Sannio, Rionero Sannitico, Roccasicura és San Pietro Avellana.

## Története
A települést a 12. században alapították. Ekkor épült fel vára is. Nevét valószínűleg egy kereszteslovag után kapta (Giusto Girardi). Az évszázadok során Castrum Girardi, Castel Girardo, Rocca Girardo, Guardia Giraldo és Guardia Gerardo néven volt ismert. A középkorban nápolyi nemesi családok birtoka volt (Acquaviva, Caraffa stb.). 1811-ben Capracotta része lett a, majd 1860-tól önálló községközpont.

## Népessége
A népesség számának alakulása:

## Főbb látnivalói
- egy i. e. 2 századból származó szamnisz szentély romjai
- a 15. században épült San Nicola di Bari-templom